# Kim Kwang-kyu
Dans ce nom coréen, le nom de famille, Kim, précède le nom personnel.
Pour les articles homonymes, voir Kim.
Kim Kwang-kyu, né le 7 janvier 1941 à Séoul, est un traducteur et poète sud-coréen.

## Biographie
Kim Kwang-kyu est né à Séoul en 1941 et a étudié la littérature et la langue allemande à l'université nationale de Séoul. En 1960, alors qu'il entre à peine à l'université, il participe aux manifestations de la révolution d'avril qui furent réprimées dans un bain de sang le 19 avril avant d'aboutir à la chute du président Syngman Rhee. Il étudie durant deux années à Munich, de 1972 à 1974. Bien que son talent littéraire ait été révélé dès ses études secondaires lorsqu'il commença à publier dans les magazines, il n'a commencé à écrire de la poésie qu'à partir de la trentaine, avant de partir en Allemagne. Depuis les années 1980, il est professeur d'allemand à l'université Hanyang à Séoul, et a publié des traductions de poèmes allemands du XIXe siècle, notamment des poèmes de Bertolt Brecht (1985) ou de Günter Eich (1987).

## Œuvre
Kim utilise un langage à la fois simple et efficace pour saisir la vérité oubliée qui se cache derrière les expériences du quotidien. Selon le poète coréen Choe Yearn-hong, « La qualité première des poèmes de Kim Kwang-kyu est qu'ils sont avant tout accessibles et faciles à lire ». Sans quitter une allure calme et détendue, Kim met en lumière les injustices du monde tout en permettant aux lecteurs de reconsidérer le sens de leur vie.

## Distinctions
- 1981 : Prix de l'Écrivain d'aujourd'hui
- 1981 : Prix littéraire Nogwon
- 1984 : Prix Kim Soo-young pour 아니다 그렇지 않다 Non ce n'est pas ça
- 1994 : Prix littéraire Pyeon-un
- 2003 : Prix littéraire Daesan pour 처음 만나던 때 Quand nous nous sommes rencontrés la première fois
- 2007 : Prix littéraire Isan[4]